# Wa'il al-Shihri
Wa'il al-Shihri (in arabo وائل الشهري‎?; 'Asir, 31 luglio 1973 – New York, 11 settembre 2001) è stato un terrorista saudita.
È stato un membro di Al Qaida e uno dei pirati dell'aria del Volo American Airlines 11, che fu dirottato e fatto schiantare contro la prima torre del World Trade Center nel quadro degli attentati dell'11 settembre 2001.

## Biografia
Nasce nella Provincia di 'Asir, nell'Arabia Saudita meridionale, figlio di una famiglia Wahhabita molto conservatrice. Al-Shihri era un insegnante di scuola elementare di Khamis Mushait. Nei primi mesi del 2000 si recò a Medina, visitando una clinica per malati mentali, in marzo andò poi in Afghanistan insieme a suo fratello minore Walid, per addentrarsi in un campo di al-Qaeda; proprio in questo periodo furono scelti per partecipare agli attentati dell'11 settembre. Torna in patria nell'ottobre 2000, per ottenere un valido passaporto per recarsi negli USA. Nel marzo 2001 registra il suo video-testamento, come gli altri dirottatori. Conosciuto come Abu Salman durante i preparativi, al-Shihri arriva per la prima volta negli USA nel giugno 2001, alloggiando a Boynton Beach, nel sud della Florida.

### Gli attacchi
La mattina dell'11 settembre Wail, suo fratello Walid e Satam al-Suqami, arrivarono al Logan Airport di Boston, dove vennero selezionati per un controllo più approfondito del bagaglio, superato senza problemi. Per le 7:40, tutti e cinque i terroristi erano a bordo dell'aereo, che decollò alle 7:59; Wail occupò il posto di business class 2A, accanto a suo fratello. Durante il dirottamento, avvenuto intorno alle 8:14, Wail e Walid al-Shihri, con l'aiuto di Satam al-Suqami, costrinsero i passeggeri a spostarsi verso la coda dell'aereo, per non interferire con le operazioni di dirottamento. Il volo American Airlines 11, pilotato da Mohamed Atta con l'ausilio di Abd al-Aziz al-Umari, si schiantò alle 8:46 contro la Torre Nord del World Trade Center.